# Hachiko – Eine wunderbare Freundschaft
Hachiko – Eine wunderbare Freundschaft (Originaltitel: Hachi: A Dog’s Tale) ist ein US-amerikanischer Familienfilm von Lasse Hallström aus dem Jahr 2009, der an die Geschichte des japanischen Akita-Hundes Hachikō und dessen Treue zu seinem Herrchen, einem Professor an der Uni, angelehnt ist. Die Rolle des Universitätsprofessors wird von Richard Gere gespielt. Joan Allen und Sarah Roemer sind in tragenden Rollen besetzt.
Der Film stellt eine Neuverfilmung des von Seijirō Kōyama im Jahr 1987 unter dem Titel Hachikō Monogatari gedrehten Filmdramas dar.

## Handlung
Rahmenhandlung: In einem Unterrichtsvortrag zum Thema „Mein persönlicher Held“ kündigt der Junge Ronnie seiner Klasse die Geschichte von Hachiko an, dem Hund seines Großvaters.
Kernhandlung: Dem Musikprofessor Parker Wilson läuft auf seinem Heimweg abends an der Bahnstation von Bedridge ein Akita-Welpe zu, der in seinem Transportkäfig von einem Wagen gefallen ist. Parker nimmt ihn vorübergehend zu sich, bis sich der Besitzer findet. Parkers Frau Cate ist darüber nicht erfreut und akzeptiert das Tier erst, als sie sieht, welche Freude es ihrem Mann bereitet. Schließlich wird die bis dahin erfolglose Suche eingestellt. Hachiko – so der Name auf dem Halsband des Hundes – wird zum vollwertigen Familienmitglied und von allen geliebt.
Beim gemeinsamen Spiel in der Freizeit wundert sich Parker zunächst darüber, dass Hachiko nicht wie andere Hunde einen Ball apportieren will, doch ein japanischer Kollege, Professor Ken, teilt ihm mit, dass Akitas besonders selbstbewusste Hunde sind und stets aus eigenem Antrieb handeln, nicht um ihren Menschen zu gefallen. Hachiko entwickelt die Gewohnheit, Parker morgens zum Bahnhof zu begleiten und ihn dort jeden Tag Punkt 17 Uhr wieder abzuholen.
Eines Morgens will Hachiko den Professor erst nicht gehen lassen, dann folgt er ihm mit dem Spielball zum Bahnhof und beginnt zu dessen Verblüffung Apportieren zu spielen. An diesem Tag erleidet Parker in der Hochschule ein tödliches Herzversagen. Hachiko wartet vergeblich am Bahnhof auf seine Rückkehr und wird abends von Parkers Schwiegersohn Michael abgeholt.
Cate verkauft das Haus und zieht aus Bedridge fort. Hachiko gibt sie zu ihrer Tochter Andy, die ihn auch sehr liebt, doch diesen Bruch in seinem Leben akzeptiert der Hund nicht und läuft zwei Mal von dort zu seinem vertrauten Platz am Bahnhof zurück. Andy würde ihn zwar gern behalten, respektiert aber seine Entscheidung.
Nachdem Hachiko festgestellt hat, dass das Wohnhaus nun andere Bewohner hat, lebt er nur noch am Bahnhof. Nachts schläft er unter einem abgestellten Waggon, täglich nimmt er um 17 Uhr seine Warteposition ein. Versorgt wird er von den Leuten, die ihn dort kennen, vor allem von einem fahrenden Hot-Dog-Verkäufer und einem Metzgerladen. Eine Zeitung wird auf ihn aufmerksam und erzählt seine Geschichte, worauf Geldspenden für seine Versorgung am Bahnhof eintreffen. Auch Professor Ken besucht ihn und spricht ihm seine Hochachtung aus.
Als Cate zehn Jahre später Parkers Grab besucht hat und zum Bahnhof zurückkehrt, sieht sie höchst erstaunt den alten Hachiko immer noch dort warten. Sie verschiebt ihre Abreise und setzt sich zu ihm, beide teilen ihren Schmerz.
An einem Wintertag schläft Hachiko zur üblichen Zeit auf seiner Warteposition ein, erlebt im Traum die Zeit mit Parker nochmals, und wacht aus diesem Schlaf nicht mehr auf.
Abschließend sagt Ronnie in der Rahmenhandlung, er habe von Hachiko gelernt, was Treue bedeutet – dass man jemanden, den man liebt, niemals vergessen dürfe.

## Produktion
Die Filmaufnahmen fanden größtenteils im US-amerikanischen Bundesstaat Rhode Island statt, insbesondere in den Städten Bristol und Woonsocket (dieser Ort wird im Film ausdrücklich erwähnt) sowie im Columbus Theatre Arts Center in Providence und an der University of Rhode Island in Kingston. Die Bahnhofsbilder wurden in Woonsocket am ehemaligen Zugdepot der Providence and Worcester Railroad und dessen Vorplatz aufgenommen (1 Depot Square, Woonsocket, RI 02895). Der Backsteinbau dient jetzt der Blackstone Valley Heritage. Auf dem Platz gibt es eine Kopie des Original-Hundedenkmals aus Shibuya in Japan.
Einige Einstellungen wurden in Japan gedreht.
Hachiko als Welpe wurde von einem Shiba-Hund gespielt. Der ältere Hachiko wurde, je nach Lebensabschnitt und Anforderungen, von drei verschiedenen Akita-Hunden namens Chico, Layla und Forrest dargestellt.

## Hintergrund
Die Geschichte geht auf eine wahre Begebenheit im Tokio der 20er-Jahre zurück: Der reale Hachiko, ein japanischer Akita, holte jeden Tag stets zur selben Zeit sein Herrchen, den Universitätsprofessor Ueno Hidesaburō, vom Bahnhof ab. Eines Tages im Mai 1925 jedoch wartete Hachiko vergebens – der Professor kam nicht mehr nach Hause. Dennoch kehrte der Hund weiterhin Tag für Tag zum Bahnhof zurück. Als Anerkennung dieser unerschütterlichen Treue wurde noch zu Hachikos Lebzeiten im April 1934 eine Bronzestatue auf dem Bahnhofsvorplatz errichtet.
Ein Jahr später, am 8. März 1935, starb Hachiko. Dies wurde landesweit in den Zeitungen gemeldet. Seine Überreste befinden sich heute ausgestopft im National Science Museum im Tokioter Bezirk Ueno. Im ganzen Land gilt Hachikos unbedingte Treue und Beharrlichkeit fortan als beispielhaft, viele Lieder und Kinderbücher erzählen von ihm.
Der westliche Hauptausgang des Shibuya-Bahnhofs heißt bis heute Hachiko-guchi („Hachiko-Ausgang“).

## Rezeption

### Kinostart und DVD
Hachiko hatte am 13. Juni 2009 Premiere in den Vereinigten Staaten, wo der Film beim Seattle International Film Festival aufgeführt wurde. Die Premiere in Japan erfolgte am 8. Juli 2009 in Tokio. In Deutschland kam der Film am 12. November 2009 in die Kinos, in Österreich am 20. November 2009.
Der Film wurde zudem in folgenden Ländern veröffentlicht: Brasilien, Italien, Russland, Spanien, Armenien, den Niederlanden, Belgien, im Libanon, in Hongkong, Taiwan, Singapore, Schweden, Kroatien, Südkorea, Thailand, im Vereinigten Königreich, Irland, Indonesien, Finnland, in den Vereinigten Arabischen Emiraten, Mexiko, Südafrika, Ungarn, Argentinien, Norwegen, auf Aruba, in Frankreich, Panama, Dänemark, Chile, Portugal, Uruguay, Malaysia, Peru, Kuwait, Bolivien, Griechenland, Polen, Serbien, in der Slowakei und der Ukraine.
Der Film wurde am 12. Mai 2010 von EuroVideo mit einer deutschen Tonspur auf DVD herausgegeben.

### Kritik
„Können Tierfilme realistisch sein? Sie könnten, aber die meisten sind es nicht. Lassie, Flipper, sie alle rühren tief ans Herz. Sie sind so süß, so treu, so putzig – eben so wie Hachi, der Hauptdarsteller in Lasse Hallströms Tierdrama, bei dem man die Taschentücher keinesfalls vergessen darf. Ein Film zur Vorweihnachtszeit, der einmal eine richtig heile Welt und eine traumhaft glückliche Familie zeigt.“

„Hunde verkörpern die Sehnsucht nach bedingungsloser Treue und verspielter Unschuld. Werte, die viele Menschen in ihrem Leben vermissen. Nicht jedoch die Bewohner von Bedridge, deren Sanftmut und Liebenswürdigkeit in manchen Momenten an die inszenierte Scheinwelt der ‚Truman Show‘ erinnert. ‚Hachiko‘ ist in seinem Harmoniestreben und seiner Herzenswärme viel zu schön, um wahr zu sein. Das kann man dem Film vorwerfen – oder es einfach nur genießen. Fazit: Feinfühlige, ein wenig zu seichte Tragikomödie über eine unbedingte Liebe, die über den Tod hinausgeht – ein Muss für Hundeliebhaber.“

„Hallström gelingt es, aus der vordergründig nahe am Kitsch wandelnden Geschichte eine feine, stille Hymne an die Treue und die Freundschaft zu machen – komische Momente inbegriffen. Geres Darstellung ist wohltuend zurückhaltend und ehrlich, alles strahlt eine weich fließende Harmonie aus, die von der sanften Musik des Oscar-Preisträgers Jan A. P. Kaczmarek wunderbar unterstrichen wird. Um die Rührung kommt wohl niemand herum – zumindest keiner, der wahre Hundetreue kennt.“